# Irish Open 1973
Die Irish Open 1973 waren die 60. Austragung dieser internationalen Meisterschaften von Irland im Badminton. Sie fanden am 16. und 17. Februar 1973 statt.

## Finalresultate
| Disziplin    | Sieger                        | Finalist                         | Ergebnis           |
| ------------ | ----------------------------- | -------------------------------- | ------------------ |
| Herreneinzel | Colin Bell                    | Adrian Bell                      | 15–6, 15–7         |
| Dameneinzel  | Barbara Beckett               | Heather Young                    | 5–11, 11–6, 11–4   |
| Herrendoppel | Adrian Bell Colin Bell        | Clifford McIlwaine David Doherty | 15–5, 15–5         |
| Damendoppel  | Barbara Beckett Lena McAleese | Dorothy Cunningham Heather Young | 15–11, 17–15       |
| Mixed        | Adrian Bell Barbara Beckett   | John J. McCloy Maureen Mockford  | 12–15, 15–9, 15–10 |